# Pluft, o Fantasminha
Pluft, o Fantasminha (ungefär "Pluft, det lilla spöket") är en brasiliansk barnfilm från 2022, regisserad av Rosane Svartman och manus av regissören själv i samarbete med José Lavigne och Cacá Mourthé, baserad på pjäsen med samma namn av Maria Clara Machado. I huvudrollerna syns Nicolas Cruz och Lola Belli och i andra roller syns Juliano Cazarré, Fabiula Nascimento, Lucas Salles, Hugo Germano och Arthur Aguiar.

## Handling
I filmen blir unga Maribel kidnappad av den hänsynslösa piraten Perna-de-Pau, som letar efter en skatt som hennes bortgångne farfar, kapten Bonança Arco-Íris, lämnat efter sig. I väntan på hjälp i kaptenens gamla övergivna hus träffar Maribel på sjömännen Sebastião, João och Juliano, goda vänner till kaptenen, som letar efter flickan. De hittar henne inte, och det slutar med att Maribel blir vän med det lilla spöket Pluft, som är fruktansvärt rädd för människor. Dessutom träffar hon Plufts mamma och farbror Gerúndio.
Efter att ha träffat Maribel tar Pluft sitt första steg mot att övervinna sin rädsla för människor. En fantastisk vänskap föds från detta möte, tillsammans med planer på att konfrontera Perna-de-Pau och befria flickan. Plufts mamma är stolt över sin sons framsteg och delar med sig av hans utveckling och söker råd från kusin Bolha, som också räknar med stöd från den vise farbror Gerúndio. Skurken ger inte upp förrän han hittar den mycket eftertraktade skatten. För att koppla av brukar han besöka en krog där pirater, sjömän och bohemer lever i konflikt på ett märkligt sätt. Han har dock ingen aning om att hans oövervinnlighet håller på att ta slut och att han kommer att konfronteras med två barn varav en av dem är Pluft.

## Rollista
- Nicolas Cruz – Pluft
- Lola Belli – Maribel
- Juliano Cazarré – Pirate Perna de Pau
- Fabiula Nascimento – fru Spöke
- Arthur Aguiar – Sebastian
- Lucas Salles – João
- Hugo Germano – Juilão
- José Lavigne – farbror Gerúndio
- Daniela Cecato Barbyeri – kusin Bolha
- Gregory Duvivier
- Oran Figueiredo
- Simone Mazzer
- Ricardo Kosovski

## Produktion
Filmen marknadsfördes som "den största barnproduktionen inom brasiliansk film", och är den första brasilianska live-action-barnproduktionen i 3D. Pluft, o Fantasminha regisserades av Rosane Svartman och producerad av Clélia Bessa. Filmens filminspelning presenterar ett banbrytande tillvägagångssätt när det gäller att använda undervattensinspelningar för att väcka liv i spökens världs fantastiska universum.
Pluft, o Fantasminha är den andra filmatiseringen av den klassiska pjäsen med samma namn skriven av Maria Clara Machado, som sattes upp första gången 1955. 1962 släpptes den första versionen av verket för film, regisserad av Romain Lesage, som för övrigt är den första brasilianska film som helt bearbetades i brasilianska laboratorier.
Filmen producerades av Raccord Filmesi samarbete med Globo Filmes och Gloob, och distribuerades av Downtown Filmes, med stöd från BNDES, Librelato och RioFilme. Filmen utvecklades med resurser från programmet för offentliga medel vid statssekretariatet för kultur och kreativ ekonomi i Rio de Janeiro 2011/2012. Arbetet omfattade också offentliga resurser som förvaltas av National Cinema Agency (ANCINE) och investeringar från Fundo Setorial do Audiovisual (FSA), som administreras av BRDE.
Manuset skrevs av Cacá Mourthé, systerdotter till Maria Clara Machado, och José Lavigne, som arbetat i flera år med författaren på Teatro Tablado.

### Inspelning
Filmen spelades in under 2017, men den omfattande efterproduktionen, som innebar applicering av flera specialeffekter, drog ut på tiden. När projektet var nära att slutföras, bröt Covid-19-pandemin ut.

### Musik
Originalsoundtracket skrevs av Tim Rescala och innehåller tolkningar av Frejat, Simone Mazzer, Coral da Gente med Heliópolis Symphony Orchestra, samt UFRJ barnkör, ackompanjerad av piano, violiner, flöjter, kontrabasar, slagverk, trummor och trumpet.

## Distribution
Pluft, o Fantasminha hade biopremiär i Brasilien den 21 juli 2022 av Downtown Filmes. Filmen deltog också i en filmutställning på MOTELX - Festival Internacional de Cinema de Terror de Lisboa, i Lissabon, Portugal, den 9 september 2022.

### TV-serie
2023 klippte TV Globo om inspelningen av filmen till ett miniserieformat, som visades  i tre avsnitt på söndagar mellan den 8:e och 23:e januari.